# Gish (игра)
Gish — компьютерная игра в жанре двухмерной аркады, разработанная компанией Cryptic Sea и изданная компаниями Chronic Logic и Stardock в 2004 году. Gish является инди-игрой, её разработал дизайнер Эдмунд МакМиллен совместно с Иосией Пишотта (Josiah Pisciotta) и Алексом Остином (Alex Austin).

## Игровой процесс
Кроме возможности передвижения Гиш может изменять своё физическое состояние: быть просто твёрдым, твёрдым и тяжёлым, липким, скользким. Во втором состоянии он падает быстрее, имеет возможность разбивать твёрдые предметы, давить врагов, тонуть в воде, противостоять сдавливанию (последнее возможно и в первом). В липком состоянии Гиш может прилипать к поверхностям, окружающим предметам. В скользком состоянии он может продавливаться (протискиваться) сквозь узкие места на уровнях и т. д. Чтобы прыгнуть, Гиш должен сначала сжать своё тело, а потом, в момент максимального сжатия, восстановить жесткую форму своего тела и как пружина подскочить наверх. С каждым следующим прыжком высота прыжка увеличивается.
Гиш может одновременно находиться в нескольких состояниях, что дает возможность преодолевать сложные моменты. Например, когда он липкий и скользкий, он может карабкаться по стенам, не прилипая к другим объектам, кроме стены.

## Сюжет
Протагонистом игры является маленький шарик смолы по имени Гиш (англ. Gish). У него отсутствуют какие-либо внешние органы, кроме желтых сверкающих глаз и клыков. Подруга Гиша, Бриа (англ. Brea), была захвачена Герой (англ. Hera, Gray) — злым куском смолы женского пола, и утащена под землю, вглубь канализационных проходов. Главный герой отправляется на её поиски. Сюжет имеет две концовки, которые определяются прохождением последнего уровня в игре.

## Саундтрек
Все звуки и музыка были сделаны Тимом Смоленсом (англ. Tim Smolens) и Джеффом Аттридгом (англ. Jeff Attridge). В игре присутствуют песни группы Estradasphere, включая песню «Feed Your Mama’s Meter» из альбома Buck Fever.

## Награды игры
| Системные требования         | Системные требования                                | Системные требования                                |
| ---------------------------- | --------------------------------------------------- | --------------------------------------------------- |
|                              | Минимальные                                         | Рекомендуемые                                       |
| IBM PC-совместимый компьютер |                                                     |                                                     |
| ОС                           | Windows 98/ME/2000/XP, Linux 2.4+ or Mac OS X 10.1+ | Windows 98/ME/2000/XP, Linux 2.4+ or Mac OS X 10.1+ |
| ЦПУ                          | AMD, Intel или G3 1000+ MHz                         | AMD, Intel, или G4 1500+ MHz                        |
| Объём ОЗУ                    | 256 MiB                                             | 256 MiB                                             |
| Видеокарта                   | Поддержка OpenGL и 32 MiB памяти                    | Поддержка OpenGL и 64 MiB памяти                    |
| Устройства ввода             | клавиатура                                          | клавиатура, Мышь                                    |

- 2005 год IGF: «Grand Prize» (Симус МакНалли)
- 2005 год IGF: «Innovation in Game Design»
- Game Tunnel: «Game of the Year»
- Game Tunnel: «Adventure Game of the Year»
- Home of the Underdogs: Top Dog
- 2004 год Финалист на фестивале IGF

## Продажи
Летом 2018 года, благодаря уязвимости в защите Steam Web API, стало известно, что точное количество пользователей сервиса Steam, которые играли в игру хотя бы один раз, составляет 176 440 человек.

## Продолжения
В ноябре 2008 года был анонсирован сиквел к игре — Gish 2, дата релиза не известна. Сиквел разрабатывался разработчиками первой части игры (Алекс Остин и Эдмунд МакМиллен), которые забрали права на разработку игры у Chronic Logic. Проект Gish 2 был отменён в конце 2009 года, когда Эдмунд МакМиллен ушёл из собственной компании Cryptic Sea. Также была создана одноимённая игра для телефонов. В ней рассказывается о Гише и его детях. Вскоре узнаётся что Гера смогла выжить. В миссии «Введение» в последнем диалоге Гиша он сам сказал что это — сиквел.
Игра Gish стала частью акции Humble Indie Bundle. В результате успеха этой акции компания Cryptic Sea решила открыть исходный код игры, что и произошло 29 мая 2010 года. Файлы данных игры остались платными, однако помимо полноценного движка с исходным кодом доступна упрощённая графика, музыка, звуки и несколько уровней. 3 июня Gish портировали на AmigaOS 4. Вскоре появилась модификация игры, в которой Гиш смог уменьшаться и увеличиваться.
На 15-ю годовщину выхода игры 31 января 2020 года было выпущено обновление в Steam.